# Шевченко Володимир Іванович
Володимир Іванович Шевченко (нар. 10 листопада 1957, місто Верхньодніпровськ, тепер Дніпропетровської області) — український військовий діяч, уповноважений Комітету з питань соціального захисту військовослужбовців при Кабінеті міністрів України, заступник голови Товариства сприяння обороні України. Народний депутат України 2-го скликання.

## Біографія
Народився у родині вчителів. Після закінчення середньої школи з 1975 року працював водієм.
У 1976—1978 роках — служба в Радянській армії.
У 1979—1984 роках — студент Дніпродзержинського індустріального інституту, інженер-металург.
У 1984—1985 роках — майстер модельної дільниці ливарного цеху Південного турбінного об'єднання «Зоря» Дніпропетровської області.
У 1985—1993 роках — служба в Радянській армії та Збройних силах України.
У березні 1991 року заснував у Миколаївській області і очолив громадське об'єднання офіцерів (з жовтня 1991 року — обласну спілку офіцерів).
У 1993—1994 роках — уповноважений Комітету з питань соціального захисту військовослужбовців при Кабінеті міністрів України.
Народний депутат України 2-го демократичного скликання з .08.1994 (2-й тур) до .04.1998, Костопільський виборчий округ № 340, Рівненська область. Член Комітету з питань оборони і державної безпеки Верховної Ради України. Член депутатської фракції НРУ.
Закінчив юридичний факультет Одеського державного університету імені Мечникова, юрист-правознавець. У 1997 році закінчив Хмельницьку академія прикордонних військ, спеціаліст з військового та державного управління оперативно-тактичного рівня.
З 1998 року — заступник голови Товариства сприяння обороні України.
З 2002 року — президент Вертолітної федерації України імені Ігоря Сікорського.

## Нагороди
- орден Данила Галицького (.08.2011)[1]